# Pilea hepatica
Pilea hepatica är en nässelväxtart som beskrevs av Ignatz Urban och Ekman. Pilea hepatica ingår i släktet pileor, och familjen nässelväxter. Inga underarter finns listade i Catalogue of Life.